# Клятва мізинцями

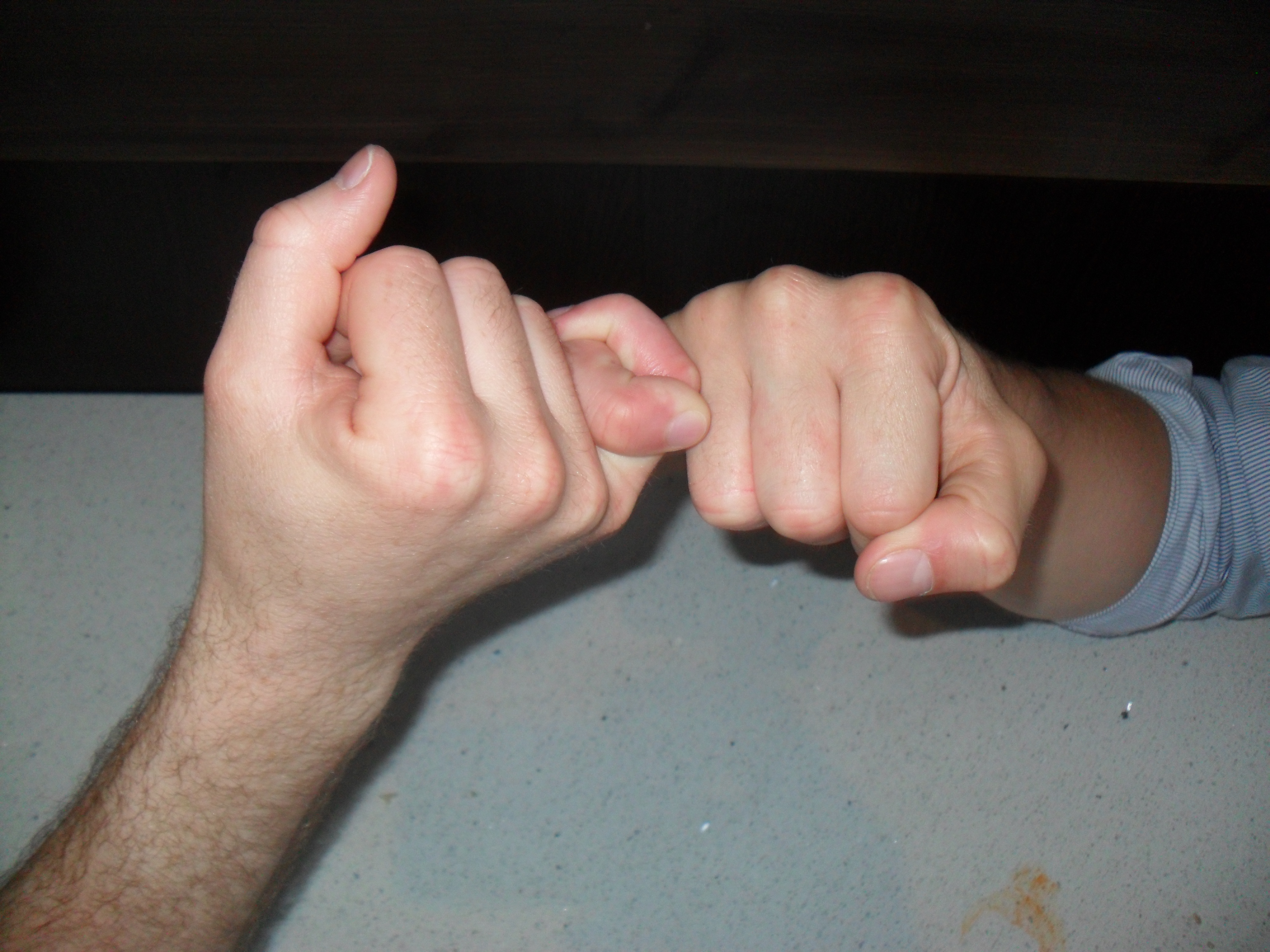
Клятва мізинцями

Клятва мізинцями — традиційний жест, який часто практикують діти, включає змикання мізинців двох людей на знак даної обіцянки.
У Белфасті, Північній Ірландії, клятву мізинцями називають «свинською обіцянкою» (англ. piggy promise).

## Історія
Клятва мізинцями бере свій початок у Японії 1600—1803 років, де вона називалася юбікірі ( яп. 指切り, досл.: «відсікання пальця») і часто додатково супроводжувалося клятвою: «Клянуся мізинцем, десять тисяч ударів, того, хто збреше, змусять проковтнути тисячу голок» (指切り拳万、嘘ついたら針千本呑ますюбікірі гемман, вуса цуйтара харисембон номасу).
Цей жест означав, що людина може відрубати палець тому, хто порушив обіцянку.

## Поширеність
У Північній Америці цей жест найбільш поширений серед дітей шкільного віку та близьких друзів, існує принаймні з 1860 року.